# Тверская моренная гряда
Тверская моренная гряда расположена к югу от Твери, имеет дугообразную форму, выпуклостью обращена к югу.
Длина составляет около 200 км. Гряда простирается с юго-запада на северо-восток, начинается у села Емельяново Старицкого района Тверской области и тянется до правого берега Волги.
Гряда состоит из трёх параллельно идущих цепей холмов (Ильинский, Бурашевский и Неготинский), общая ширина гряды — 20—40 км, наиболее высокие холмы на юге, где у деревни Лесная Поляна лежит поднятие в 257 м абсолютной высоты (самая высокая точка гряды).
Каждая цепь холмов отделяется от последующей заболоченными низинами, холмы слабо обработаны эрозионными процессами, местами имеют крутые склоны (у села Чуприяновка Калининского района) и ясно выделяются на равнинном рельефе.
Тверская моренная гряда — конечная моренная гряда московского ледника, сложена с поверхности песками и валунами с галькой, на глубине 1,5—2 м появляются краснобурые суглинки, на юге встречаются лёссовидные суглинки (в районе Ильинского нагорья).
В южной части гряды распространены балки и овраги, к северу их количество убывает, на Наготинской гряде их совсем нет.
С поднятий Тверской моренной гряды начинаются притоки Волги и Шоши: реки Тьмака, Инюха и др.